# Morgane Belkhiter
Morgane Belkhiter (en arabe : مورجان بلخيتر), née le 23 novembre 1995 à La Ciotat, est une footballeuse internationale algérienne jouant au poste d'arrière latérale à l'AS Saint-Étienne

## Carrière

### Carrière en club
Morgane Belkhiter débute à l'âge de treize ans à l'ES Pennoise à Marseille avec les garçons. Après un arrêt de deux ans, elle rejoint à 17 ans l'équipe féminine de l'AS Mazargues, toujours à Marseille, où elle évolue un an en district. Elle devient en 2014 joueuse du FA Marseille Féminin, où elle joue 20 matchs de deuxième division en une saison, puis s'engage au FF Nîmes Métropole Gard, où elle connaît ses premiers matchs de première division. Elle devient en 2017 joueuse de l'ASPTT Albi. Elle quitte Albi pour l'Olympique de Marseille à l'été 2018 avant d'être transférée dès le mercato d'hiver au FC Metz. Le 28 juin 2021, le Stade brestois annonce sa signature au club.
Puis durant l'été 2022, elle rejoint le club ASJ Soyaux pensionnaire de D1 avec qui elle ne reste qu'une seule année et dispute l'ensemble des matchs de la saison. Soyaux en difficulté financière, Belkhiter quitte le club mais reste dans l'élite en rejoignant l'AS Havre le 1er juillet 2023. Puis elle entre à l'AS St-Étienne, et ce dès le mercato hivernal de 2023/2024, initialement sous forme d'un prêt de l'AS Havre.

### Carrière internationale
En novembre 2018, elle est appelée pour la première fois en équipe d'Algérie par la sélectionneuse Radia Fertoul pour participer à la phase finale de la Coupe d'Afrique des nations organisée au Ghana. Le 10 novembre, elle honore sa première sélection contre la Côte d'Ivoire, lors d'un match amical, dans le cadre de la préparation au tournoi continental. Lors de cette compétition, elle joue deux matchs. L'Algérie est éliminé dès le premier tour avec trois défaites.
Le 4 avril 2019, elle inscrit un doublé lors du premier tour aller des éliminatoires pour les Jeux Olympiques 2020 de Tokyo contre le Tchad (victoire 2-0), au stade Mustapha Tchaker à Blida.
En octobre 2021, elle fait partie des joueuses convoquées pour deux rencontres contre le Soudan dans le cadre des éliminatoires de la CAN 2022. Le 20 octobre 2021, elle est titulaire lors de la victoire historique 14-0 contre le Soudan,. Le match retour prévu le 26 octobre est finalement annulé à la suite du coup d'État au Soudan,.

## Statistiques

### Statistiques détaillées
| Saison                | Club                   | Championnat           | Championnat | Championnat | Coupe(s) nationale(s) | Coupe(s) nationale(s) | Algérie | Algérie | Total | Total |
| Saison                | Club                   | Division              | M.          | B.          | M.                    | B.                    | M.      | B.      | M.    | B.    |
| 2014-2015             | FA Marseille           | Division 2            | 20          | 1           | 2                     | 0                     | -       | -       | 22    | 1     |
| Sous-total            | Sous-total             | Sous-total            | 20          | 1           | 2                     | 0                     | -       | -       | 22    | 1     |
| 2015-2016             | FF Nîmes MG            | Division 1            | 7           | 0           | 1                     | 0                     | -       | -       | 8     | 0     |
| 2016-2017             | FF Nîmes MG            | Division 2            | 19          | 1           | 1                     | 0                     | -       | -       | 20    | 1     |
| Sous-total            | Sous-total             | Sous-total            | 26          | 1           | 2                     | 0                     | -       | -       | 28    | 1     |
| 2017-2018             | ASPTT Albi             | Division 1            | 18          | 0           | 2                     | 0                     | -       | -       | 20    | 0     |
| 2018-2019             | Olympique de Marseille | Division 2            | 1           | 0           | 1                     | 0                     | 3       | 0       | 5     | 0     |
| Sous-total            | Sous-total             | Sous-total            | 19          | 0           | 3                     | 0                     | 3       | 0       | 25    | 0     |
| 2018-2019             | FC Metz                | Division 1            | 4           | 0           | -                     | -                     | 2       | 2       | 6     | 2     |
| 2019-2020             | FC Metz                | Division 1            | 14          | 0           | 1                     | 0                     | 2       | 0       | 17    | 0     |
| 2020-2021             | FC Metz                | Division 2            | 2           | 0           | -                     | -                     | -       | -       | 2     | 0     |
| Sous-total            | Sous-total             | Sous-total            | 20          | 0           | 1                     | 0                     | 4       | 2       | 25    | 2     |
| 2021-2022             | Stade brestois 29      | Division 2            | 21          | 4           | 3                     | 0                     | 5       | 0       | 29    | 4     |
| Sous-total            | Sous-total             | Sous-total            | 21          | 4           | 3                     | 0                     | 5       | 0       | 29    | 4     |
| 2022-2023             | ASJ Soyaux             | Division 1            | 22          | 3           | 2                     | 3                     | 2       | 0       | 26    | 6     |
| Sous-total            | Sous-total             | Sous-total            | 22          | 3           | 2                     | 3                     | 2       | 0       | 26    | 6     |
| 2023-2024             | Le Havre AC            | Division 1            | 1           | 0           | -                     | -                     | 2       | 0       | 3     | 0     |
| 2023-2024             | AS Saint-Étienne       | Division 1            | 5           | 0           | 2                     | 0                     | 4       | 0       | 11    | 0     |
| Total sur la carrière | Total sur la carrière  | Total sur la carrière | 134         | 9           | 15                    | 3                     | 20      | 2       | 169   | 14    |

### En sélection

#### Matchs internationaux
Le tableau suivant liste les rencontres de l'équipe d'Algérie dans lesquelles Morgane Belkhiter a été sélectionnée depuis le 10 novembre 2018 jusqu'à présent.

#### Buts internationaux
| 0   | Date         | Lieu                                   | Compétition     | Résultat | Adversaire | Détail | Détail | Détail | Sél. |
| --- | ------------ | -------------------------------------- | --------------- | -------- | ---------- | ------ | ------ | ------ | ---- |
| 1er | 4 avril 2019 | Stade Mustapha Tchaker, Blida, Algérie | Qualifs JO 2020 | V 2-0    | Tchad      | 20e    | -      | 1-0    | 4e   |
| 2e  | 4 avril 2019 | Stade Mustapha Tchaker, Blida, Algérie | Qualifs JO 2020 | V 2-0    | Tchad      | 23e    | -      | 2-0    | 4e   |

## Distinctions personnelles
- reçu son prix de meilleure joueuse algérienne de l'Année 2024 décerné par Elnatija